# Platanthera chlorantha
Platanthère à fleurs verdâtres, Orchis verdâtre
Espèce
Classification phylogénétique
Statut CITES
Platanthera chlorantha, la platanthère à fleurs verdâtres ou l'orchis verdâtre, est une espèce d'orchidées terrestres européenne.

## Dénomination
- Synonyme : Platanthera montana Reichenbach.
- Autres noms vernaculaires : orchis des montagnes, orchis verdâtre, platanthère à fleurs vertes.

## Description
Plante élancée à grandes feuilles oblongues (2 à 3), à inflorescence dense de 10 à 30 fleurs blanc-verdâtre, labelle étroit en forme de langue, loges polliniques divergentes et écartées.

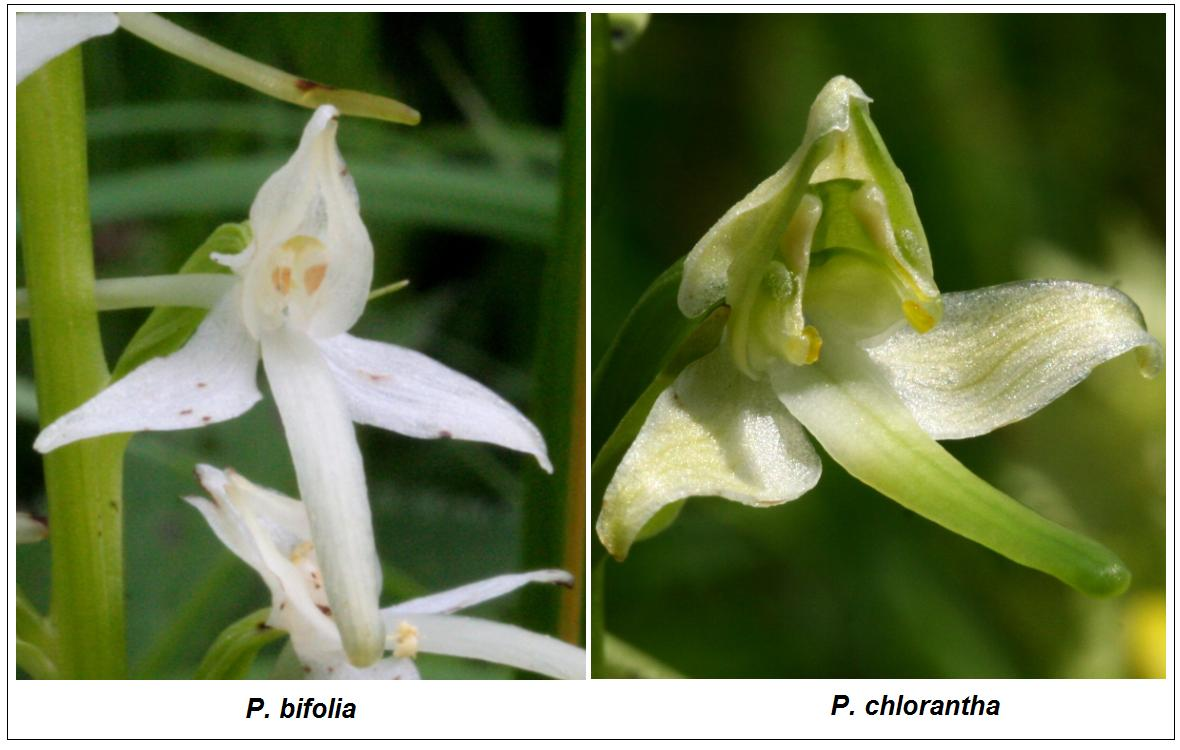
Différence entre Platanthera bifolia à gauche et Platanthera chlorantha à droite.

L'orchis verdâtre (Platanthera chlorantha) se confond facilement avec la platanthère à deux feuilles (Platanthera bifolia). Il s'en distingue par ses loges polliniques divergentes, celles de la platanthère à deux feuilles étant parallèles.

## Floraison
Mai-août.

## Habitat
Plante de pleine lumière, sur substrats acides ou humides. Dépressions marécageuses en montagne.

## Répartition
Eurasiatique, des régions tempérées et méditerranéennes. Rare et localisée.

## Vulnérabilité
L'espèce est classée "LC" : Préoccupation mineure.

## Philatélie
Cette espèce est représentée sur des timbres préoblitérés français émis en 2003 et en 2007.

## Galerie

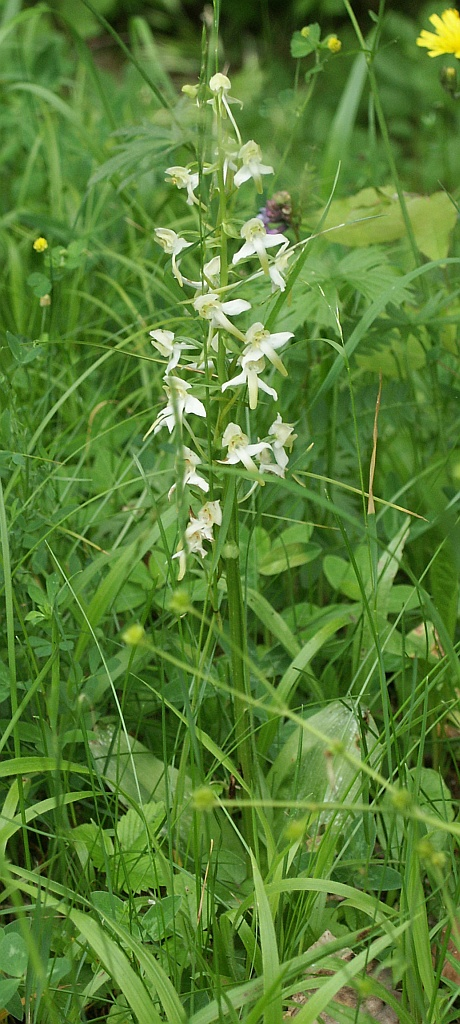
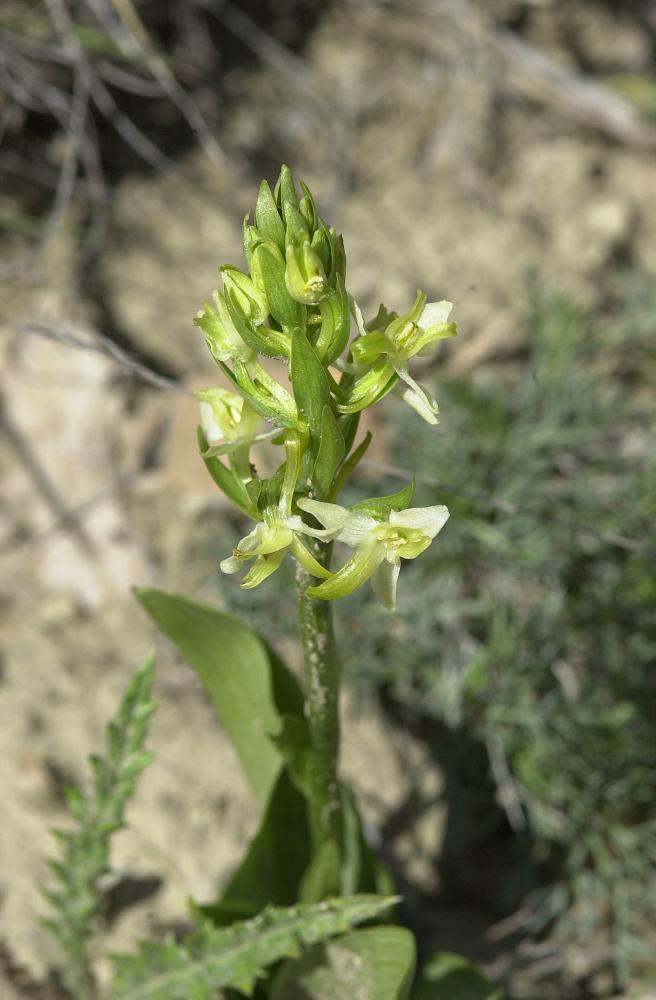
Platanthera chlorantha.
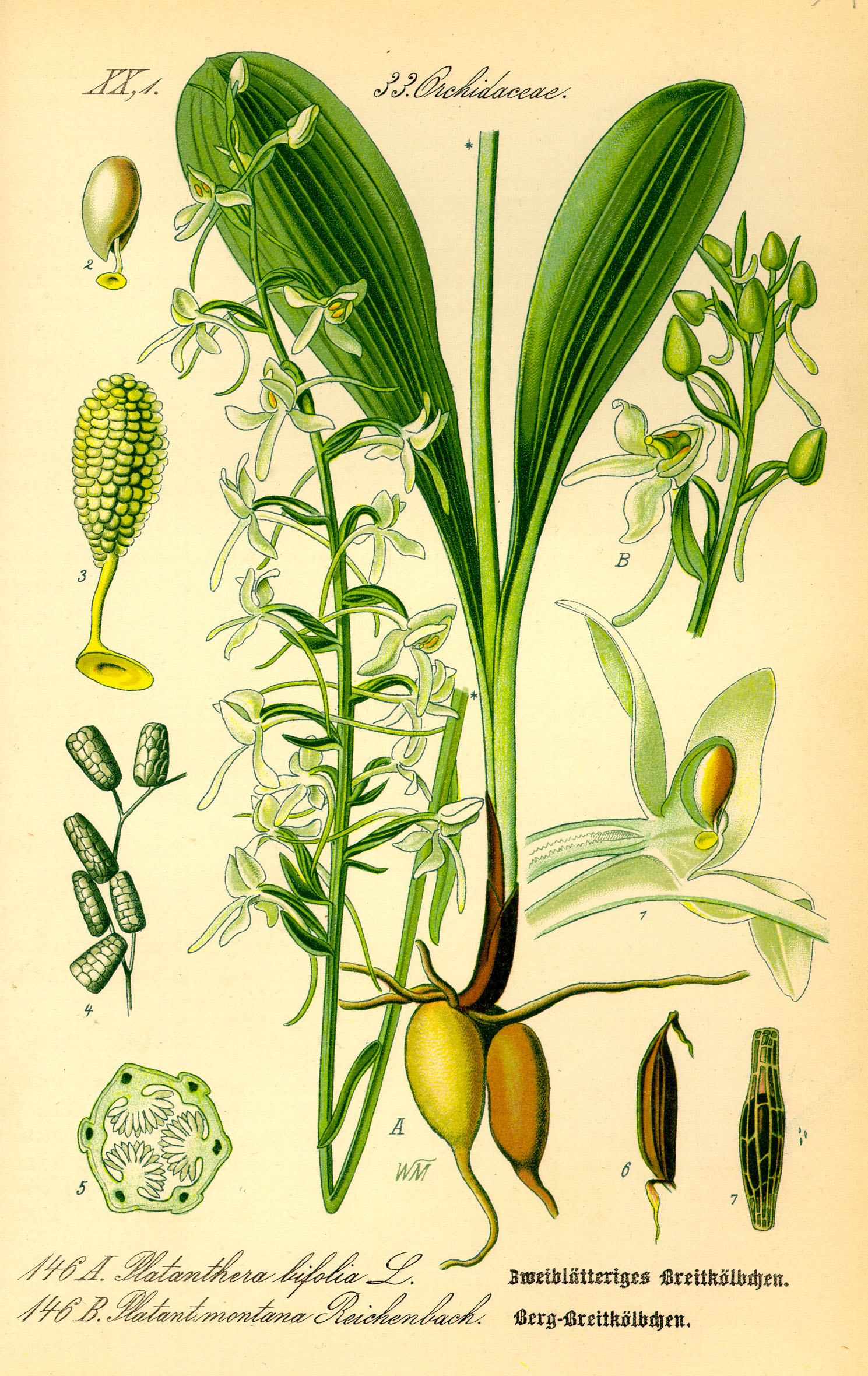
Illustration de Platanthera chlorantha.
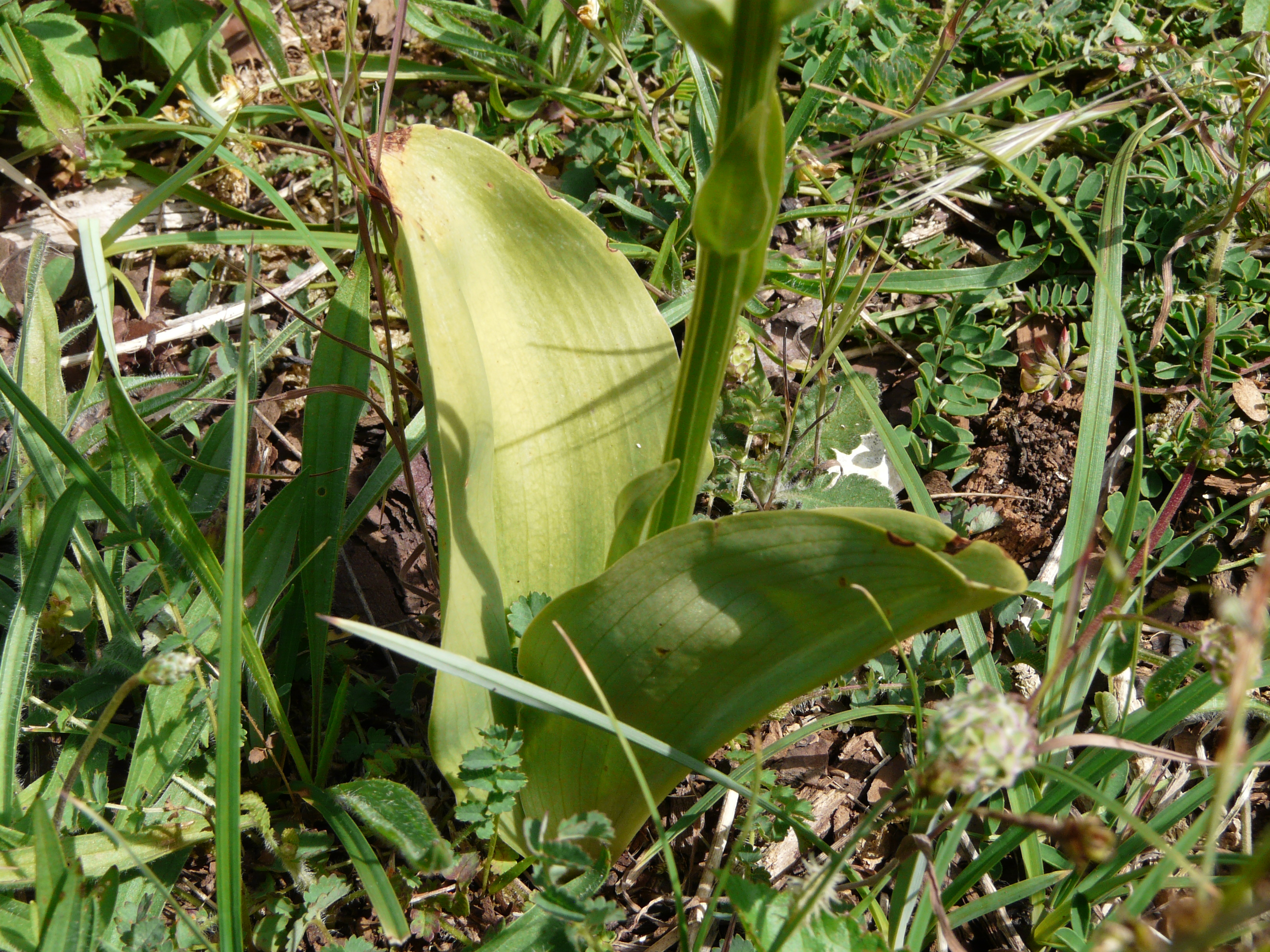
Feuilles de platanthère à fleurs verdâtres.
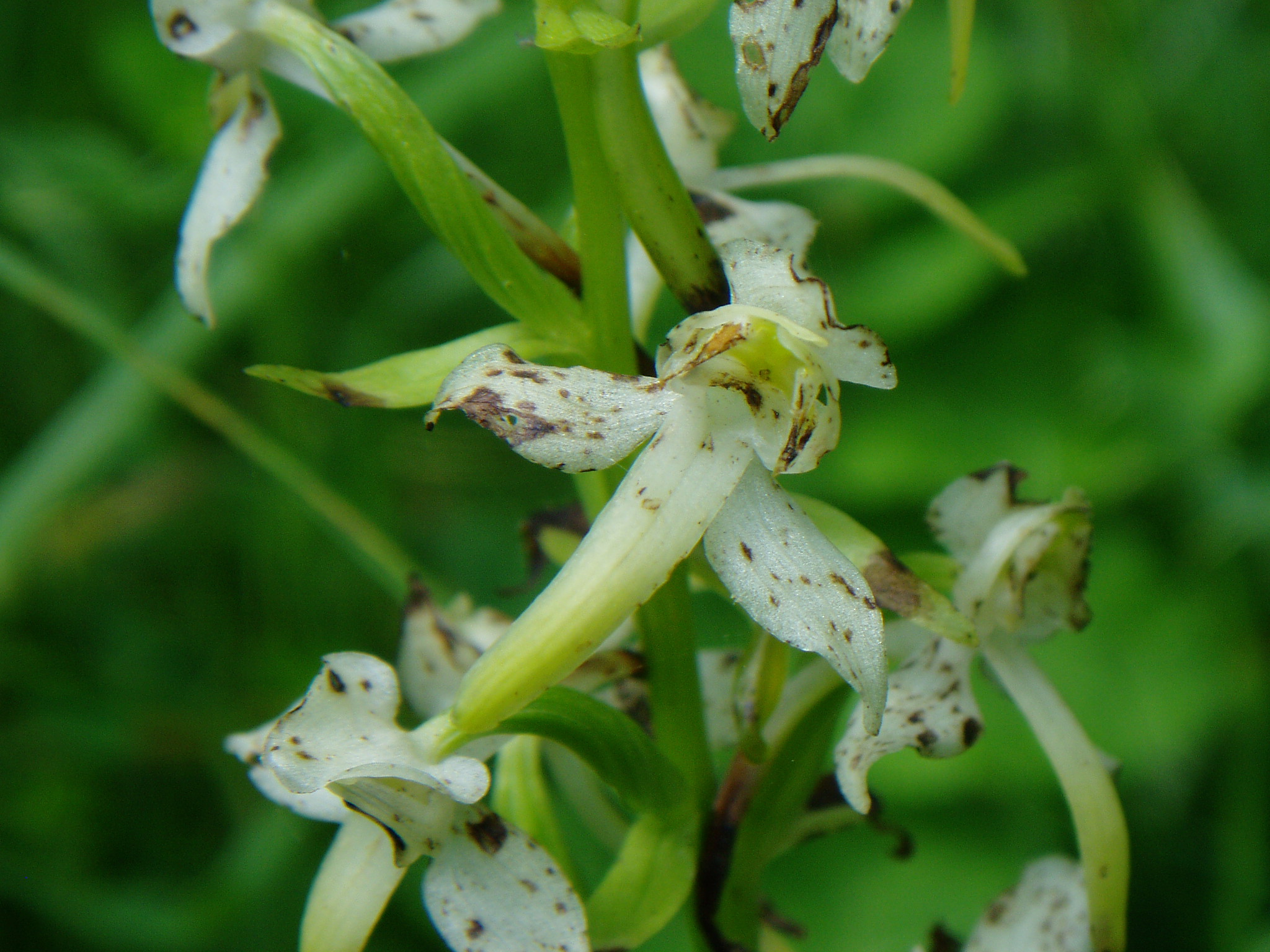
Fleurs de platanthère à fleurs verdâtres.
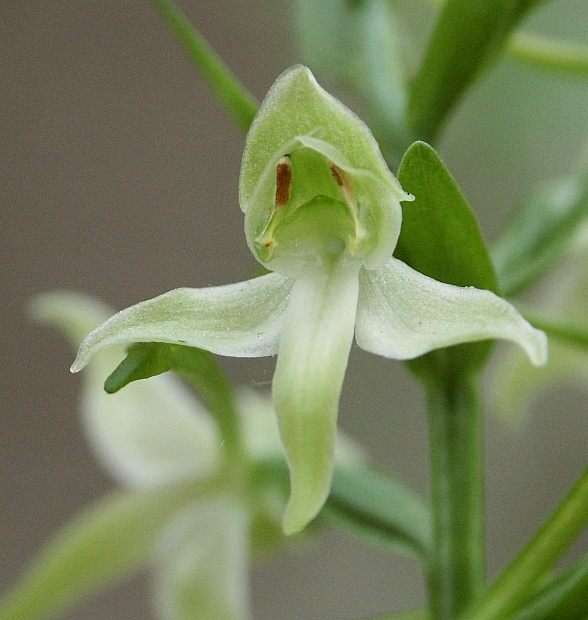
Fleur de platanthère à fleurs verdâtres.